# Cerebrovaskulära sjukdomar
Cerebrovaskulära sjukdomar (CS eller CVS) är sjukdomar i hjärnans blodkärl. CS orsakar en stor del av fallen av för tidig död hos människor i Västvärlden. Stroke (slaganfall) kan bero på både hjärninfarkt och hjärnblödning. Cerebrovaskulära sjukdomar innefattar slaganfall ("stroke"), transitorisk ischemisk attack (TIA), sinustrombos och asymptomatisk karotisstenos. De värsta riskfaktorerna för CS är högt blodtryck, ålder, höga blodfettsnivåer, diabetes och alkoholmissbruk. Under 40 års ålder är stroke ovanligt. Stroke utgörs i 85% av fallen av en propp, 10% av fallen av en blödning, och resterande 5% så kallad subaraknoidalblödning (även kallad åskknallshuvudvärk, blödning i en av hjärnans hinnor). Hjärtat, framför allt med förmaksflimmer, kan ge upphov till proppar som fortplantar sig till hjärnan.

## Indelning
Hjärnkärlsstörningar kan delas in utifrån ett tidsperspektiv och om tillfallen kvarstår eller inte.
TIA Transitorisk ischemisk attack. Neurologiska symptom som försvinner inom 24 timmar från debuten. TIA varar vanligtvis några minuter. Strokerisken efter TIA-anfall är ökad.
Slaganfall under utveckling är en hjärnkärlsskada som undan för undan ökar i omfattning.
Manifest slaganfall är när neurologiska symptom kvarstår efter flera månader.
Om man delar in skador efter blodförsörjningsområde kan man se att karotissystemet drabbas fyra gånger oftare än områden försörjda av vertebrobasilarsystemet.

## Diagnos
Status och då särskilt utförlig neurologstatus är viktigt. Även anamnes (patienthistoria) är av stor betydelse. Datortomografi används för att kunna skilja på blödning och infarkt. Blödning syns omedelbart vid undersökningen, medan infarkter först kan ses efter många timmar. Duplexundersökning av halsartärer görs. EKG och lungröntgen görs också. Olika blodprover tas.

## Behandling
Vid förmaksflimmer insättes behandling med blodförtunnande, tidigare med Waran men sedermera förstahandsval NOAK (nya orala antikoagulantia) med hämning av koagulationsfaktorer vilka inte kräver regelbunden provtagning som uppföljning av den blodförtunnande effekten. Acetylsalicylsyra ges i profylaktiskt syfte (förebyggande) mot återinsjuknande i ny stroke, ofta i form av den tidigare hjärtformande tabletten Trombyl. Vid akut stroke kan proppupplösande medel användas om man på datortomografin uteslutit blödning och har symptom förenliga med stroke (plötsligt insättande neurologiska symptom av tillräcklig omfattning att motivera den potentiella blödningsrisken propplösande kan medföra)..